# 魔法風雲會：競技場
《万智牌：竞技场》（英語：Magic: The Gathering Arena）是由威世智內部開發工作室Magic Digital Studio開發的數位交換卡片遊戲，採免費增值制。該遊戲是《万智牌》的數位化，允許玩家通過花費金幣購買補充包、完成遊戲中任務、或內購來獲得卡牌，並構建自己的套牌以挑戰其他玩家。遊戲已於2018年9月27日在歐美地區展開公測，運行平台為Windows。
因為開發者擔心影響遊戲經濟，遊戲目前不支援交易卡牌功能。

## 遊戲機制
與實體紙牌的遊戲規則相同，地牌生成魔法力，魔法力值能用於支付召喚生物，以及施放攻擊性、防禦性法術或其他效果。每一名玩家使用自己的套牌與其他玩家對戰。將對手的生命值降到0點或達成其他勝利條件時，你就可以獲得勝利。
遊戲採用免費增值機制，即可以免費遊玩，遊戲中有兩種虛擬貨幣：金幣和寶石。玩家可藉由完成任務取得金幣或是以現實貨幣購買寶石來購買補充包或參加比賽。贏得比賽和完成任務也能獲得金幣和寶石。
同實體牌，遊戲中卡牌分為秘稀（暗紅）、稀有（金）、非普通（銀）和普通（黑）四種稀有度。所有牌除了基本地牌之外，在一副套牌中只能放4張同名卡牌。在遊戲中構築套牌時，基本地牌是免費提供且不限張數，且可依據套牌內容自動計算補充，避免實體套牌需要自己按比例算地牌的麻煩。

### 萬用牌
遊戲比實體牌多出萬用牌，玩家可以將這些萬用牌換成各自對應稀有度的任何卡牌。
萬用牌目前取得方式主要由補充包開出，每包補充包可能包含數張不同稀有度的萬用牌。秘稀與稀有的萬用牌保證掉落率均為30包，非普通與普通則是每6包與每5包。
另外當玩家開補充包開出重複卡時，會將之轉換成暗窖(the Vault)進度。暗窖目前的設定是一種累計獎勵機制，獲取同名單卡超過四張時，你的收藏中不會增加數量，而是會增加你的暗窖進度，開一包可以+4%的進度，開出重複(超過4)鐵+0.1%，重複秘稀+0.5%。

### 一般遊玩
遊戲主要遊玩方式為，玩家自行從牌庫挑選卡牌構組60張以上的套牌，並以選定的套牌和其他玩家進行遊戲。在完成新手教學後，遊戲為新玩家提供了五套純色套牌，而玩家可以直接使用這些套牌或進行修改後進行比賽或完成日常任務。玩家可通過完成每日及每週任務獲取金幣和補充包，從而進一步增強他們的套牌。完成新手任務可再取得十套預設主題雙色套牌。
遊戲目前支援一般及競爭兩種模式，一般模式的玩法為一場決勝負，競爭模式則是三戰兩勝，兩者的排名分開獨立。 

### 比賽
玩家可支付金幣或是寶石報名參加比賽，比賽同樣分為一般賽和競爭賽兩種。競爭賽一樣是三戰兩勝制，且多數必須使用寶石報名，但獎勵也比前者更加豐厚。
目前支援賽制
- 構組賽（英語：Constructed）：

玩家必須事先按規則组成套牌進行比賽。每付套牌至少包含六十張牌（但上不封顶），備牌至多为十五張。除基本地牌外，同名牌不可超過四張（部分牌面注明不受此规则限制的牌除外）。玩家在比賽過程中無法再修改套牌。
- 現開賽（英語：Sealed Deck）：

玩家可取得六包指定補充包，只能以拿到的牌及不限張數的普通地組成最少40張的套牌進行遊戲。這六包補充包的牌都會加入到玩家收藏牌庫中。
- 輪抽賽（英語：Draft）：

八人輪抽玩法，每位玩家有三包指定補充包，開始時，每位玩家打開補充包，從裡面秘密選一張。然後每人將剩下來的牌傳給座位左邊的玩家，並接過別人遞來的牌中選一張，把剩下的再遞給左邊玩家。如此進行下去，直到所有的牌都選完為止。然後，每位玩家打開第二包補充包，但這次要向右傳；牌全部選完之後，第三包又是向左邊傳。輪抽結束後，每位玩家用自己選擇的四十五張牌及不限數量的基本地牌，組成40張以上的牌組進行比賽。在MTGA中，除了玩家本身以外，其他七個玩家由電腦模擬選卡。玩家在輪抽過程中選擇的牌皆會加入到玩家收藏牌庫中。
- 一刀流（英語：Singleton）：

除基本地外，組成套牌中不可有同名牌的娛樂玩法。

## 發展
同為線上玩家對戰的遊戲，Arena比魔法風雲會Online在設計上更現代。開發目標之一是Arena與實體卡在新系列保持同步（同一天發行）：在2018年4月27日，多明納里亞系列在Arena與實體版中同時發行。Arena也會保持最新的標準賽環境，即支持兩年內發行的系列的卡牌。雖然玩家無法獲得從標準賽退役的卡牌，但是開發者希望在將來提供除了標準之外的其他遊戲模式。
Arena主要開發的核心部分是它的遊戲規則引擎（Game Rule Engine, GRE）。這個引擎致力於建立一個規則系統，來支持當前和未來的遊戲規則集，來達成與實體卡保持同步發行的願望。GRE提供了不同方法，來實施單卡的不同規則與效果，這使其在未來開發中易於擴展。GRE也有助於加速遊戲。在爐石戰記等其他的數位紙牌遊戲中，玩家無法在對手回合中互動，而魔法風雲會可以讓玩家在對手回合中回應。在之前的遊戲（包括魔法風雲會Online和鵬洛客對決系列），玩家需要不斷選擇是否回應，極大地拖慢了遊戲速度。而在Arena中，開發者能夠通過分析各種單卡，來決定是否對對手作出回應。這個支持每張卡的規則來自觀察實體比賽。這可以加快遊戲速度，且保留完整的反應。
Arena並不致力於取代魔法風雲會Online。魔法風雲會Online將維持整個魔法風雲會的歷史，而Arena只包含其發佈以來所有標準賽制中的牌、线上专属卡牌，以及补充部分过去发布的卡牌以向先驱赛制看齐。
Arena 自2017年9月開始至2018年9月進行封閉測試。並於2018年9月27日進行開放測試。

## 外部連結
- Magic: The Gathering Arena 官網（英文） （页面存档备份，存于）
- 《万智牌：竞技场》腾讯代理（簡中） （页面存档备份，存于）